# بني ناعم (عمران)
بني ناعم هي إحدى قرى الجمهورية اليمنية. تتبع جغرافيا لمحافظة عمران وإداريًا لمديرية جبل عيال يزيد. يبلغ تعداد سكانها 929 نسمة حسب الإحصاء الذي أجري عام 2004.